# Alexandru Solomon (regizor)
Alexandru Solomon (n. 22 iunie 1966, București, România) este un regizor și producător de film, operator de imagine și scenarist român.

## Biografie
Este fiul lui Petre Solomon și al lui Yvonne Hasan. A absolvit IATC, secția Imagine film, în 1993. A regizat peste zece documentare, continuându-și cariera de director de imagine pentru filme de ficțiune colaborând cu regizori ca Nicolae Mărgineanu, Sinișa Dragin, Andrei Blaier, Titus Munteanu, Marius Barna. A fost premiat la festivaluri de film din Europa și SUA.
Este căsătorit cu producătoarea de film Ada Solomon.

## Filmografie

### Operator imagine
- 1993 - Patul conjugal - cameraman
- 1993 - Privește înainte cu mînie - cameraman și director de imagine
- 1994 - Crucea de piatră - director de imagine, în colaborare cu Doru Mitran și Gabriel Kosuth
- 1995 - Stare de fapt - cameraman
- 2003 - Examen – cameraman și director de imagine

### Regizor
- 1992 - Tusea și junghiul - asistent de regie
- 1993 - Strigăt în timpan, regia Alexandru Solomon și Radu Igazsag
- 1993 - Earthcake
- 1993 - 2 X 5
- 1994 - Duo pentru Paoloncel și Petronom
- 1996 - Via Regis
- 1996 - Cronica de la Zürich, regia Alexandru Solomon și Radu Igazsag
- 1997 - Paznic de cetate
- 1998 - Viață de câine [6] - Premiul pentru film documentar la Festivalul de film DaKINO
- 2001 - Omul cu o mie de ochi
- 2002 - Franzela exilului
- 2004 - Marele jaf comunist[7]
- 2006 - Clara B. [8]
- 2007 - Război pe calea undelor (Cold Waves) (2007) [9]
- 2008 - Apocalipsa dupa soferi
- 2010 - Kapitalism - Rețeta noastră secretă
- 2015 - Ouăle lui Tarzan
- 2015 - România: patru patrii[10]

### Premii
Premiul pentru film experimental la "Mediawave", Gyor (Ungaria), 1993
Premiul UCIN pentru documentar, Via Regis, 1995 și Cronica de la Zürich, 1996
Premiul special al APTR, 
Marele premiu la "MediaFest"
Premiul pentru cel mai bun documentar la DaKINO, 1998
Marele premiu pentru cel mai bun documentar la DaKINO, 2001
Premiul pentru film istoric la Pessac (Franța), 2005
Premiul pentru valori sociale la "Documenta", Madrid, Spania.

## Vezi și
- Listă de regizori de film români